# Barbara Prézeau-Stephenson
Barbara Prézeau-Stephenson, née le 22 decembre 1965 à Port-au-Prince est une artiste plasticienne, historienne d'art et commissaire d'exposition haïtienne.

## Biographie
De 1985 à 1989, elle étudie au Canada pour une  formation en arts visuels et en histoire de l’art.  Elle poursuit ses études à Paris, elle obtient une maîtrise d’histoire de l’art à l'Université Paris-Sorbonne et un DEA à l’École pratique des hautes études.  
Elle passe trois ans au Sénégal puis elle revient  s’installer en Haïti en juillet 1995. Elle s'inspire de la réalité et de l’esthétique populaire de Haïti. 
L'Institut français et le musée d'art haïtien organise une rétrospective de son travail en février 2007. 
En 2008, elle réalise une performance à Paris Le complexe de Cendrillon, durant laquelle vêtue d'une robe de mariée, elle coud des fleurs artificielles sur un voile pendant sept heures. 
En 1999, elle crée la Fondation AfricAméricA ainsi que le Forum Multiculturel d’Art Contemporain, biennale interdisciplinaire. Elle dirige le centre culturel AfricAméricA de Port-au-Prince.  Elle fait partie de l'’Association internationale des critiques d’art. Elle collabore à la rédaction dans Gens de la Caraïbe et publie régulièrement dans le quotidien haïtien Le Nouvelliste.

## Expositions
- Portes, Galerie Bourbon-Lally de Pétion-Ville, 1995
- Transhumance, Galerie Bourbon-Lally de Pétion-Ville, 1996
- Archétypes, Galerie Bourbon-Lally de Pétion-Ville, 1997
- Archétypes et Exotisme, galerie de la Casa de Las Americas, La Havane, 1998
- Prézeau works from 1986 to 2000, rétrospective, Port-au-Prince, 2007